# Antonio Brancaccio
Antonio Brancaccio (1940) es un deportista italiano que compitió en bobsleigh en la modalidad cuádruple. Ganó una medalla de plata en el Campeonato Mundial de Bobsleigh de 1971, y una medalla de oro en el Campeonato Europeo de Bobsleigh de 1969.

## Palmarés internacional
| Campeonato Mundial | Campeonato Mundial | Campeonato Mundial | Campeonato Mundial |
| Año                | Lugar              | Medalla            | Prueba             |
| ------------------ | ------------------ | ------------------ | ------------------ |
| 1971               | Cervinia (Italia)  | Medalla de plata   | Cuádruple          |
| Campeonato Europeo |                    |                    |                    |
| Año                | Lugar              | Medalla            | Prueba             |
| 1969               | Cervinia (Italia)  | Medalla de oro     | Cuádruple          |